# Tuzin
Tuzin – inna nazwa liczby dwanaście, zwykle używana w kontekście liczby sztuk (np. tuzin jajek). Samo słowo pochodzi od łacińskiego duodecim.
Pięć tuzinów (60) to kopa, zaś dwanaście tuzinów (144) to gros.
Tuzin używany jest w nielicznych krajach przy definiowaniu oficjalnych jednostek miar, np. w USA stopa liczy tuzin cali. Użycie 12 jako podstawy systemu liczbowego prawdopodobnie pochodzi z Mezopotamii (aramejski system liczbowy).